# Људска права у Европи
Људска права у Европи се у великој мери поштују. Међутим, постоји неколико случајева кршења људских права, у распону од поступања са азилантима до полицијске бруталности. Међународни годишњи извештај Амнести интернашонала за 2012. годину указује на проблеме у неколико европских земаља. Једна од најокривљенијих је Белорусија, једина земља у Европи која, према часопису Економист, има ауторитарну владу. Сматра се да све остале европске земље имају „неки облик демократске власти”, било да је у питању „потпуна демократија”, „демократија с грешкама” или „хибридни режим”.

## Историја
Историју људских права у Европи обележила је контрадикторна комбинација законодавног и интелектуалног напретка и кршења основних људских права, како у Европи, тако и у њеним колонијама.

### До 1945.
- 1215: Magna carta libertatum
- 1222: Златна була (1222) у Мађарској по први пут одређује права племства
- 1264: Калишки статут – Општа повеља јеврејских слобода уводи бројна права за Јевреје у Пољској, што води ка аутономној „нацији унутар нације“
- 1367: Килкенски акти
- 1463: Султан Мехмед II Освајач ферманом је доделио слободу босанским фрањевцима након османског освајања Босне
- од 15. до 19. века: Афричка трговина робљем
- 1505: Nihil novi nisi commune consensu (Ништа ново без заједничког пристанка) у Пољској забрањује сељацима да напусте своју земљу без дозволе феудалца
- 1529: Литвански статути
- 1550–1551: Бартоломе де лас Касас – први званични заштитник Индијанаца
- 1573: Варшавска Конфедерација потврдила је верску слободу свих становника Пољске
- 1650–1660: Језуитски свештеник Антонио Виеира залагао се за људска права домородачког становништва у Бразилу и изборио се за краљевски Декрет који забрањује њихово поробљавање
- 1689: Британска Декларација о правима је објављена
- 1689: Шкотски Парламент доноси Закон о захтеву на право
- 1690: Џон Лок објављује Другу расправа о цивилној власти
- 1750–1860: парламент Уједињеног Краљевства доноси Закон о обухватању који обухвата заједничко земљиште и додељује права приватне својине на земљиштима која раније нису била приватна
- 1772: Одлука британског суда, и судије Вилијама Мареја, поставља преседан да ропство нема законски основ
- 1781: Цар Леополд II је у Хабсбуршким земљама (Бохемија, Моравска и аустријска Шлезија) укинуо кметство
- 1783:
  - Кметство је укинуто у првој немачкој држави, Бадену
  - Државна заједница Пољске и Литваније је укинула телесно кажњавање
- 1789: У Француској је усвојена Декларација о правима човека и грађанина
- 1790: Томас Пејн је издао књигу Људска права
- 1794: Француска је укинула ропство
- 1802: Француска је поново легализовала ропство
- 1804: Наполеонов кодекс забрањује привилегије на основу рођења, установљава слободу вероисповести и успоставља меритократски систем за државне послове
- 1807: Велика Британија укида трговину робљем (али не и само ропство)
- 1810: Пруска укида кметство
- 1832: Британски Закон о реформи омогућује право гласања већем броју људи и легализује синдикате
- 1833: Велика Британија укида ропство
- 1848: Француска укида ропство
- 1859: Џон Стјуарт Мил објављује О слободи
- 1861: Русија укида кметство
- 1863: Холандија укида ропство
- 1867: Британски други Закон о реформи дозвољава право гласа свим мушким власницима непокретности у градовима
- 1906: Финска је прва европска држава која је увела Универзално бирачко право на државним изборима
- 1917: Финска проширује универзално бирачко право и на локалне изборе
- 1918: Британски закон о представљању народа дозвољава универзално бирачко право скоро свим мушкарцима, као и женама изнад 30 година старости које поседују некретнине
- 1933–1945: Холокауст

### 1945–1984
- 1954–1956: Велика Британија је одговорна за мучење и убијање око 50.000 Кенијаца током Мау Мау устанка
- 1954–62: Француска и ФЛН примењују мучење у Алжирском рату за независност
- 1961: Француска полиција је масакрирала Алжирце који подржавају ФЛН током мирних демонстрација, касније познатих под називом Париски масакр
- 1972: Британска војска пуцала је на ненаоружане демонстранте у Северној Ирској, догађај познат као Крвава недеља
- 1974: Турска напада и етнички чисти 80–87% становништва Керинеје, Фамагусте, Ризокарпаса и делова Никозије, Кипар. Турска употреба напалма на цивилима је оштро осуђивана. Систематско силовање захтевало је усвајање закона о ванредним ситуацијама од стране британског парламента како би медицински службеници могли да врше хитне абортусе силованих жена. Број несталих људи је око 1.652. Снимци цивила одведених у Турску показују да су неки људи живи одведени, али још увек нису нађени.
- 1978: Европски суд за људска права пресудио је да је мучење британске владе над осумњиченим ИРА припадницима представља „окрутно и нехумано поступање”

### Универзално бирачко право
Универзално бирачко право је у европским државама уведено током следећих година:
- 1906: Финска[note 1]
- 1913: Норвешка
- 1915:
  - Данска
  - Исланд
- 1917:
  - Русија
  - Литванија
  - Летонија
  - Естонија
- 1918:
  - Након пораза Централних сила у Првом светском рату и пада Хабцбуршке монархије:
    - Немачка
    - Аустрија
    - Мађарска
    - Пољска
    - Чехословачка

  - Луксембург
- 1919:
  - Холандија
  - Шведска
- 1922: Ирска (након стицања независности)
- 1923: Румунија
- 1928: Велика Британија
- 1930: Турска
- 1931: Португал[note 2]
- 1931: Шпанија[note 3]
- 1944: Француска
- 1946:
  - Италија
  - Југославија
  - Малта
- 1948: Белгија
- 1952: Грчка
- 1960:
  - Кипар
  - Сан Марино
  - Монако
- 1971: Швајцарска
- 1975: Португал
- 1976: Шпанија
- 1984: Лихтенштајн

## Белешке
1. ↑  Прва држава на свету која је доделила женама пуна парламентарна права. Нови Зеланд је доделио женама право гласа пре Финске, али не и право да се кандидују на изборима
2. ↑  Жене су изгубиле право гласа под влашћу Салазара; оно им је поново омогућено после 1975.
3. ↑  Жене су изгубиле право гласа под влашћу Франка од 1936. и нису га вратиле све до 1976.